# کریس آدامسون
کریس آدامسون (انگلیسی: Chris Adamson؛ زادهٔ ۴ نوامبر ۱۹۷۸) یک بازیکن فوتبال، و دروازه‌بان (فوتبال) است.
از باشگاه‌هایی که در آن بازی کرده‌است می‌توان به شفیلد ونزدی، باشگاه فوتبال نورتویچ ویکتوریا، باشگاه فوتبال پلیموث آرگیل، باشگاه فوتبال استوک‌پورت کانتی، باشگاه فوتبال ایلکستون، باشگاه فوتبال منزفیلد تاون، و وست برومویچ آلبیون اشاره کرد.